# Sulzfeld am Main
Sulzfeld am Main es un municipio situado en el distrito de Kitzingen, en el estado federado de Baviera (Alemania), con una población a finales de 2016 de unos 1300 habitantes.
Se encuentra ubicado al noroeste del estado, en la región de Baja Franconia, a la orilla del río Meno —uno de los principales afluentes del Rin— y de la frontera con el estado de Baden-Wurtemberg.